# Kaylyn Kyle
Kaylyn McKenzie Kyle (Saskatoon, Saskatchewan, 1988. október 6. –) olimpiai bronzérmes kanadai labdarúgó.

## Pályafutása
Kyle Saskatoonban született és nevelkedett. Iskolájában hamar megmutatta tehetségét, két alkalommal is megnyerte a városi főiskolai bajnokságot, valamint számos díjat, elismerést kapott. Saskatchewan legjobb női játékossá választották 2004-ben, 2005-ben és 2006-ban, 2010-ben pedig a legjobb felnőtt játékos címét nyerte el.
Tanulmányait követően a Vancouver Whitecaps együttesét erősítette. 2009-ben a Piteå szerződtette egy szezon erejéig, majd a svédországi kitérő után még három évet a Caps-nél töltött.
2013-ban az NWSL létrejöttével Kyle a Seattle Reign mezében lépett pályára, de a következő szezonjaiban szerepelt a Boston Breakers, Houston Dash, Portland Thorns és az Orlando Pride csapataiban is.
2017 áprilisában bejelentette visszavonulását.

### A válogatottban
A válogatott minden korosztályában aktív részese volt hazája csapatának. Részt vett a 2006-os és a 2008-as U20-as világbajnokságon, a 2011-es hazai rendezésű világbajnokságon és bronzérmet szerzett a 2012-es olimpián. 101 mérkőzésen hat találatot jegyezhetett fel hazája színeiben.

## Sikerei

### A válogatottban
- Olimpiai bronzérmes (1): 2012
- Aranykupa győztes (1): 2010
- Pánamerikai játékok győztes (1): 2011
- Ciprus-kupa aranyérmes (2): 2008,[4] 2011[5]
- Ciprus-kupa ezüstérmes (4): 2009,[6] 2012,[7] 2013,[8] 2015[9]

## Magánélete
Édesapja Doug, jégkorongozó, édesanyja pedig röplabda játékos volt. Bátyja Courtnee, szintén focizott.
Férjével, Harrison Heath-el nevelik 2018-ban született közös gyermeküket.